# Боливийско-уругвайские отношения
Боливийско-уругвайские отношения — двусторонние дипломатические отношения между Боливией и Уругваем. Страны являются членами Кернской группы, Сообщества стран Латинской Америки и Карибского бассейна, «Группа 77», Латиноамериканской ассоциации интеграции, Ассоциации академий испанского языка, Организации американских государств, Организации иберо-американских государств и Организации Объединённых Наций.

## История
Государства имеют общую историю, поскольку ранее являлись частью Испанской империи. В период испанской колонизации Боливия была частью вице-королевства Перу с административным центром в Лиме. В 1776 году Боливия и Уругвай управлялись вице-королевством Рио-де-ла-Плата с административным центром в Буэнос-Айресе. Дипломатические отношения между государствами были установлены 1 ноября 1843 года.
Государства принимают участие в различных многосторонних саммитах Южной Америки и провели несколько двусторонних встреч на высоком уровне. В июне 2014 года состоялся визит президента Уругвая Хосе Мухики в Санта-Крус-де-ла-Сьерра. В феврале 2015 года президент Боливии Эво Моралес посетил Монтевидео.

## Двусторонние соглашения
Между государствами подписано более 120 двусторонних соглашений, в том числе: Соглашение об экономическом сотрудничестве (2004 год), Соглашение об использовании уругвайских портов Боливией (2015 год) и Соглашение о техническом и научном сотрудничестве (2018 год).

## Дипломатические представительства
- Боливия имеет посольство в Монтевидео[5].
- Уругвай содержит посольство в Ла-Пасе[6].